# Bruno Bollini
Bruno Bollini (París, 14 de septiembre de 1933 - ibídem, 20 de febrero de 2015) fue un futbolista francés que jugaba en la demarcación de centrocampista.

## Biografía
Debutó como futbolista en 1951 con el Stade Français Paris tras formarse en el USO Clichy. Con el club ganó la Ligue 2 en su temporada de debut, ascendiendo así a la Ligue 1, donde jugó hasta 1954 tras volver a descender de categoría. Finalmente en 1956 dejó el club para fichar por el RC Paris. Llegó a quedar subcampeón de la Ligue 1 en 1961 y en 1962, quedando tras el AS Monaco y el Stade de Reims respectivamente. Finalmente, en 1966 colgó las botas.
Falleció el 20 de febrero de 2015 a los 81 años de edad.

## Selección nacional
Jugó un total de tres partidos con la selección de fútbol de Francia. Su primer partido como internacional lo jugó el 27 de noviembre de 1957 contra Inglaterra en un partido amistoso que acabó por 4-0 a a favor del conjunto inglés. Su segundo partido fue de clasificación para la Eurocopa 1960 en un empate a uno contra Grecia. Su tercer y último partido fue celebrado contra Bélgica el 15 de marzo de 1961, en un partido que acabó por empate a uno.

## Clubes
| Club                 | País    | Año         | Partidos | Goles |
| -------------------- | ------- | ----------- | -------- | ----- |
| Stade Français Paris | Francia | 1951 - 1956 | 75       | 17    |
| RC Paris             | Francia | 1956 - 1966 | 346      | 34    |

## Palmarés

### Campeonatos nacionales
| Título  | Club                 | País    | Año  |
| ------- | -------------------- | ------- | ---- |
| Ligue 2 | Stade Français Paris | Francia | 1952 |